# Powiat Mielecki
Der Powiat Mielecki ist ein Powiat (Kreis) in der polnischen Woiwodschaft Karpatenvorland. Der Powiat hat eine Fläche von 880,21 km², auf der 133.000 Einwohner leben.

## Gemeinden
Der Powiat umfasst zehn Gemeinden, davon eine Stadtgemeinden, zwei Stadt-und-Land-Gemeinden sowie sieben Landgemeinden.

### Stadtgemeinde
- Mielec

### Stadt-und-Land-Gemeinden
- Radomyśl Wielki
- Przecław

### Landgemeinden
- Borowa
- Czermin
- Gawłuszowice
- Mielec
- Padew Narodowa
- Tuszów Narodowy
- Wadowice Górne